# Volby prezidenta USA 2028
Volby prezidenta Spojených států amerických jsou naplánovány na úterý 7. listopadu 2028, tedy v řádném termínu čtyř let od voleb v roce 2024. Bude se jednat o 61. volby prezidenta Spojených států amerických. Vítěz nastoupí do funkce 20. ledna 2029.
Donald Trump v roce 2024 uváděl, že v těchto volbách nebude kandidovat bez ohledu na to, že ve volbách v roce 2024 uspěl. Po inauguraci do funkce však svůj názor změnil a o své kandidatuře (zcela v rozporu s Ústavou) začal otevřeně hovořit.
Potenciálními kandidáty, o kterých spekulovala média, jsou Kamala Harrisová, Tim Walz, Gretchen Whitmerová, Andy Beshear, Wes Moore, Gavin Newsom, John Fetterman, Raphael Warnock nebo Pete Buttigieg za Demokratickou stranu a Nikki Haleyová, Sarah Huckabeeová Sandersová, Greg Abbott, Brian Kemp, Matt Gaetz, Byron Donalds, Elise Stefaniková, J. D. Vance, Josh Hawley či Katie Brittová za Republikánskou stranu.